# جانغ يون جو
جانغ يون جو (بالكورية: 장윤주)‏ هي عارضة أزياء كورية جنوبية وشخصية تلفزيونية ومغنية وكاتبة أغاني، ولدت يوم 7 نوفمبر 1980 في سول في كوريا الجنوبية.

## روابط خارجية
- جانغ يون-غو على موقع IMDb (الإنجليزية)
- جانغ يون-غو على موقع ميوزك برينز (الإنجليزية)
- جانغ يون-غو على موقع ديسكوغز (الإنجليزية)
- جانغ يون-غو على موقع قاعدة بيانات الفيلم (الإنجليزية)